# Aroutz 2
Aroutz 2 (en hébreu ערוץ 2, Aroutz HaSheni ou Aroutz chtaim, litt. la deuxième chaîne ; en anglais Channel 2) est une chaîne de télévision israélienne, sous la direction de la Seconde Autorité pour la télévision et la radio. Cette chaîne est mise en place par la SATR mais la grille des programmes est divisée par la SATR entre deux compagnies concessionnaires : Reshet et Keshet.
Aroutz 2 est l'autre chaîne captable par une télévision analogique, sans décodeur. La première chaîne est Aroutz 1, remplacée en 2017 par KAN 11.
De par la diversité de ses programmes, Aroutz 2 est la plus populaire en Israël. Elle est en effet regardée chaque semaine par des millions de téléspectateurs.